# Ottokar Wanecek
Ottokar Wanecek (Bécs, 1881. szeptember 29. — Bécs, 1978. december 1.) osztrák gyógypedagógus, a látássérültek gyógypedagógiájának jeles művelője.

## Életpályája
Pályáját tanítóként kezdte, 1912-től tanított vakokat, előbb Purkersdorfban, majd Bécsben. Tanulmányait a bécsi egyetemen folytatta, pedagógiát, filozófiát, őstörténetet tanult, 1935-ben doktorált, disszertációjának témája a gyengénlátás mint pedagógiai probléma. Ezután egy ideig a gyógypedagógiai iskolai adminisztráció vezető tisztviselője volt.
Részt vett a tanítóképzés alakításában is. Javaslatára fogadta el 1920-ban egy vakok ügyeit tárgyaló konferencia az eszperantó nyelv bevezetését a vakok iskoláiban. Ennek következménye, hogy a vakokat tanító tanároknak a francia és angol nyelv helyett eszperantóból kellett vizsgázniuk. 1951 és 1957 között a vakok bécsi intézetének igazgatója. Elméleti munkásságot is folytatott. Theodor Heller gyógypedagógiai eszmeiségének követője. Különösen értékes a látássérültek gyógypedagógiájának történetét feldolgozó műve.

## Főbb munkái
- Die Sehschwäche als Blindenpädagogisches Problem. Wien, 1935
- Geschichte der blindenpädagogik. Berlin, 1969